# David DeWitt
David J. DeWitt (né le 20 juillet 1948) est un informaticien américain spécialisé en recherche sur les systèmes de gestion de bases de données au Massachusetts Institute of Technology.

## Biographie
DeWitt obtient un B. Sc. à l'université Colgate en 1970 et un Ph. D. à l'université du Michigan en 1976. Il rejoint ensuite l'université du Wisconsin à Madison et y a fondé le Wisconsin Database Group, qu'il a dirigé pendant plus de 30 ans.
Il est professeur émérite « John P. Morgridge » d'informatique à l'université du Wisconsin à Madison, puis il rejoint le MIT. DeWitt a également été chercheur technique chez Microsoft, dirigeant le Microsoft Jim Gray Systems Lab à Madison.

## Recherche
DeWitt est connu pour ses recherches dans les domaines des bases de données parallèles, du benchmarking, des bases de données orientées objet et des bases de données XML natives.

## Distinctions
- 1998 : Membre de la Académie nationale d'ingénierie des États-Unis « pour la théorie et la construction de systèmes de bases de données »[2].
- 1995 : Membre de l' Association for Computing Machinery .
- 1995 : ACM SIGMOD Innovations Award (maintenant rebaptisé SIGMOD Edgar F. Codd Innovations Award ) « pour ses contributions au domaine des systèmes de bases de données ».
- 2009 : Prix ACM Software System.
- 2009 : Prix IEEE Emanuel R. Piore « pour ses contributions au domaine des systèmes de bases de données »[3]

## Clause de DeWitt
Plusieurs fournisseurs de bases de données commerciales incluent dans les conditions générales d'utilisation une clause, connue sous le nom de clause DeWitt ; celle-ci interdit aux chercheurs et aux scientifiques de mentionner explicitement les noms de leurs bases de données dans des articles universitaires,.
Une clause de DeWitt revient essentiellement à interdire la publication de références à des bases de données que le fournisseur de bases de données n'a pas approuvées. La clause de  DeWitt originale a été introduite par l'entreprise Oracle à la demande de Larry Ellison. Ellison était mécontent d'une étude de référence réalisée par David DeWitt en 1982, alors professeur adjoint, à l'aide de son programme Wisconsin Benchmark, qui montrait que le système d'Oracle avait de piètres performances.